# Гордан Видовић
Гордан Видовић (Сарајево, 23. јун 1968) бивши је југословенски и белгијски фудбалер.

## Kаријера

### Kлуб
Прве фудбалске кораке је начинио у млађим категоријама фудбалског клуба Игман из сарајевског предграђа Илиџе. Од 1988. године је играо за Жељезничар из Сарајева и дебитовао у првенству Југославије. За екипу из Сарајева је наступао до 1992. године. Избијањем рата у БиХ 1992. године, одлази за Београд са још неколицином играча. То су били: Симо Крунић, Раде Богдановић, Сувад Катана, Синиша Николић, Јасминко Велић и Срећко Илић. Тамо их је дочекао и угостио технички директор фудбалског клуба Партизан Ненад Бјековић и генерални секретар Жарко Зечевић. Њих двојица су бринули о њима тако што су им нашли смештај и храну и место за тренирање и одржавање кондиције док не нађу ангажмане у неком од клубова. Видовић је каријеру наставио у Швајцарској, где је кратко време током 1993. године играо за Санкт Гален. Потом је прешао у белгијски клуб К.В.К. Тинен, који је играо у једној од нижих фудбалских лига. Видовић је остао у Белгији и потписао уговор са Ројал Капеленом. У својој првој сезони постигао је 29 голова на 27 утакмица, упркос томе што је играо на позицији одбрамбеног играча. За Капелен је Гордан играо две и по сезоне постигавши укупно 56 голова на 60 утакмица и био је најбољи стрелац тима.
Видовић је 1995. прешао у Мускрон, који је у том тренутку играо у Другој лиги Белгије. Постао је један од лидера екипе, играјући на позицији либера, помогао је клубу у првој сезони да уђе у Прву лигу Белгије. Године 1997, на савет тренера Жоржа Лекенса, прихватио је белгијско држављанство. Почетком 2000-их, Видовића су мучиле повреде, али упркос томе остао је важан фудбалер Мускрона. Године 2003, након тешке повреде колена, окончао је фудбалску каријеру.

### Репрезентација
Бивши тренер Мускрона Жорж Лекенс је 1996. године предложио Видовићу да промени држављанство и заигра за репрезентацију Белгије, пошто није наступао за југословенску репрезентацију. Почетком 1997. добио је белгијско држављанство и одмах је позван у национални тим. Дана 7. јуна 1997. дебитовао је за Белгију у квалификационом мечу за Светско првенство против Сан Марина. Био је уврштен у састав Белгије за Светско првенство 1998. године у Француској. Због повреде је пропустио први меч у групи против репрезентације Холандије, али је наступио на преостала два меча против Јужне Кореје и Мексика. Селектор Лекенс је 1999. напустио кормило репрезентације, а након тога Видовић више није био позиван у национални тим. За Белгију је укупно одиграо 18 утакмица.

## Приватни живот
Ожењен је и живи у Белгији, а отворио је агенцију 4 Sports Begium за менаџерство, скаутирање и организовање тренинг кампова за млађе играче.